# Nowa Praga

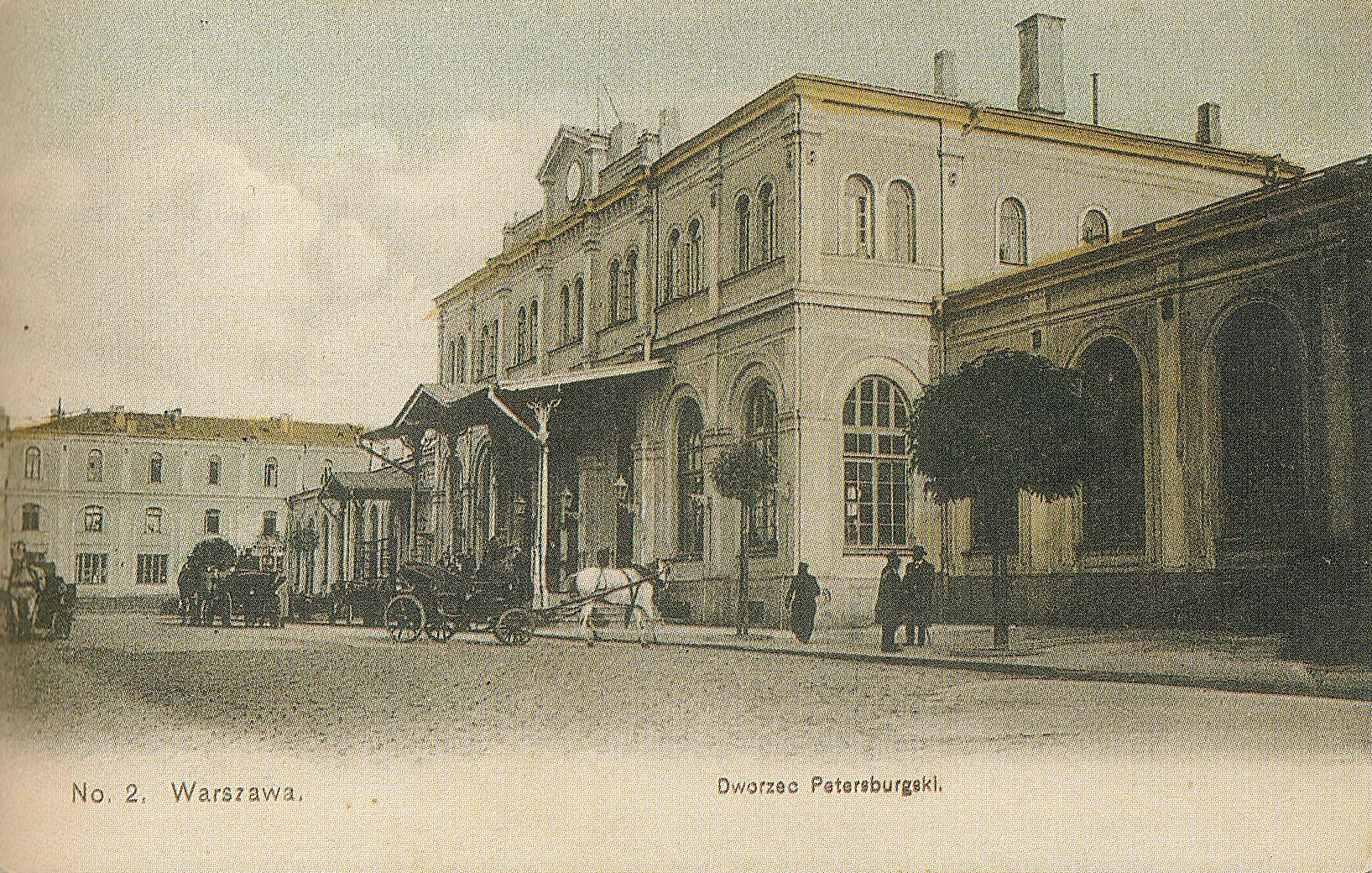
Dworzec Petersburski przy ul. Wileńskiej (przed 1916). Budowa Kolei Warszawsko-Petersburskiej miała decydujący wpływ na powstanie i rozwój przestrzenny Nowej Pragi

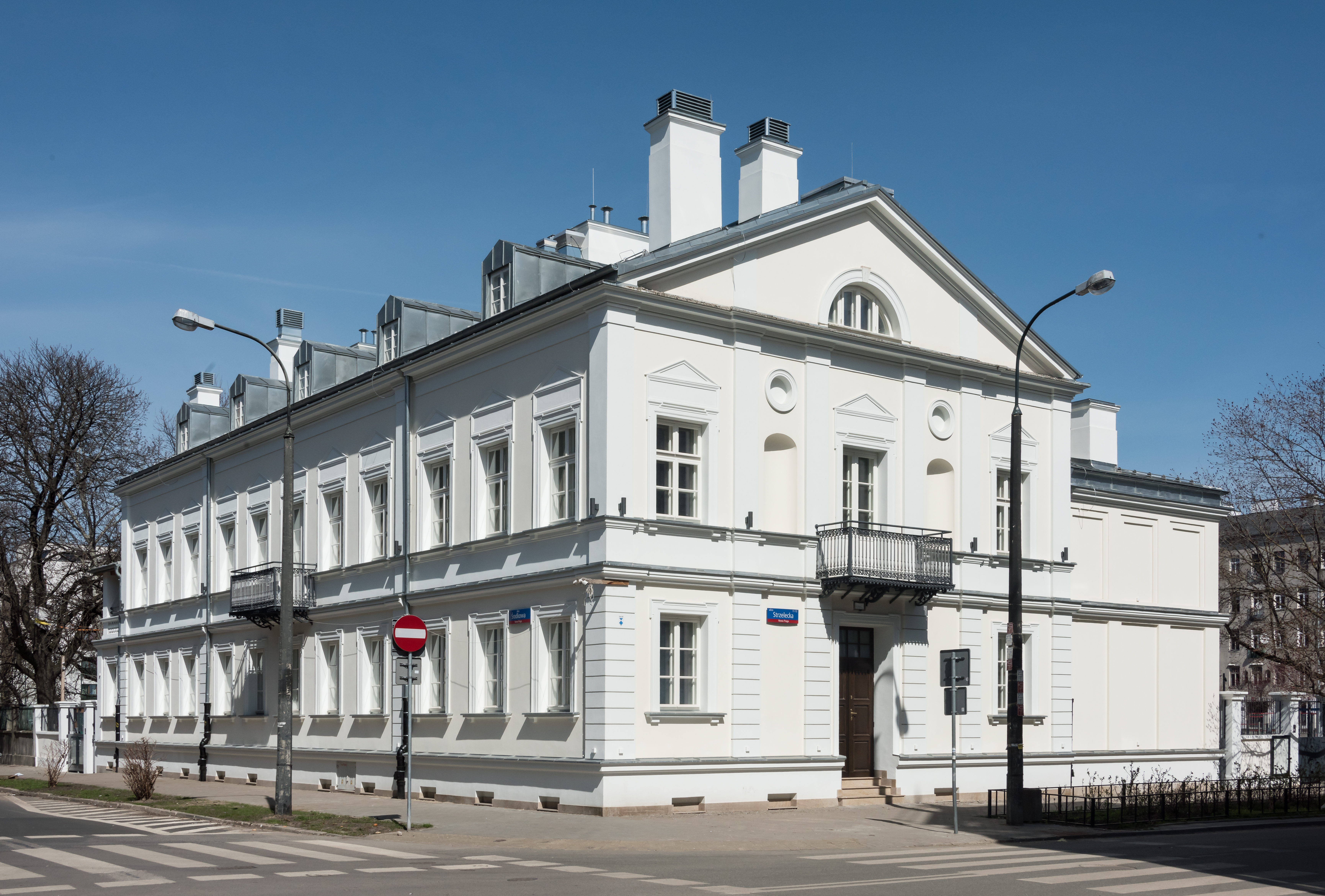
Dom Ksawerego Konopackiego, założyciela Nowej Pragi

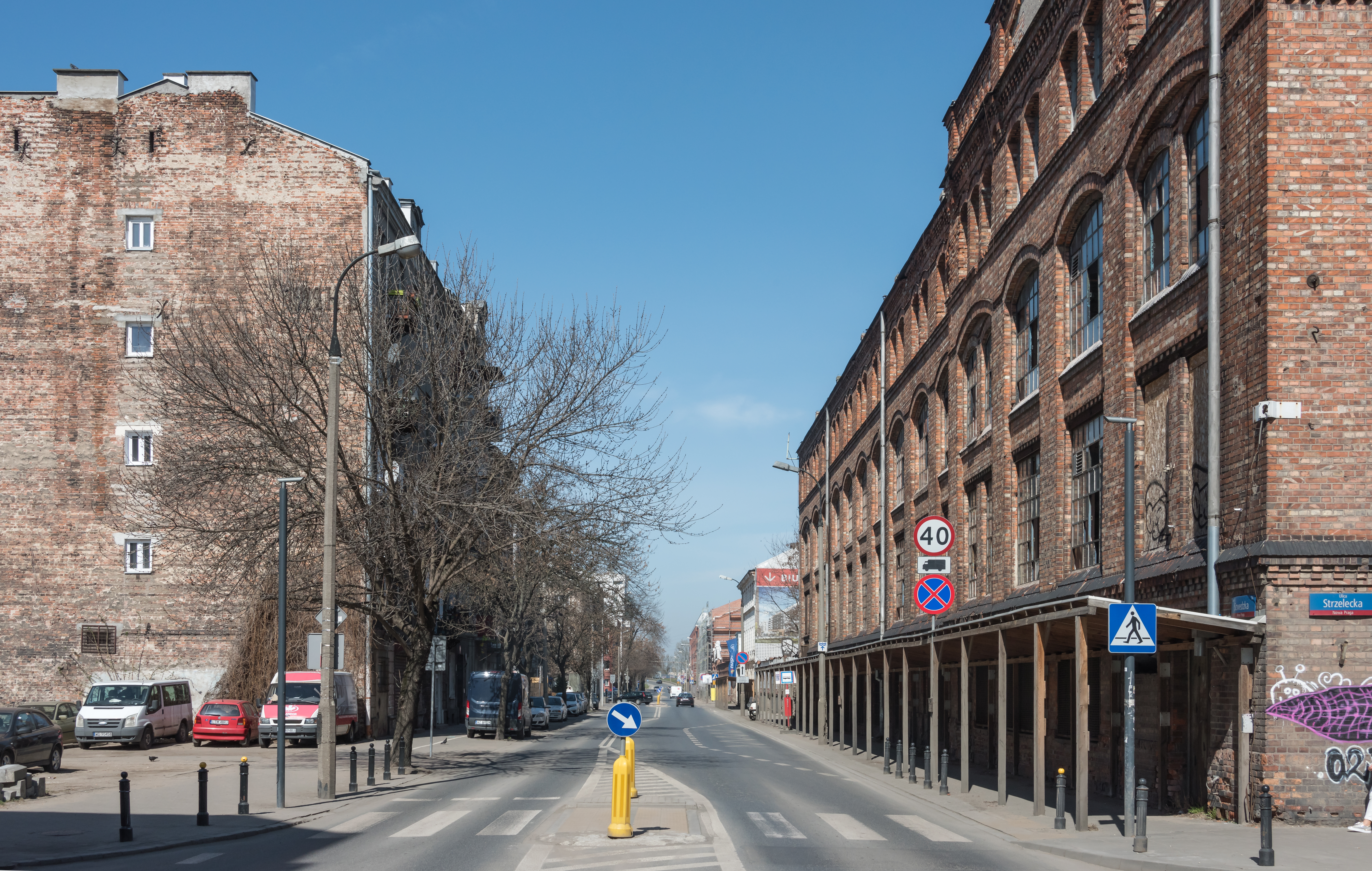
Ulica Szwedzka

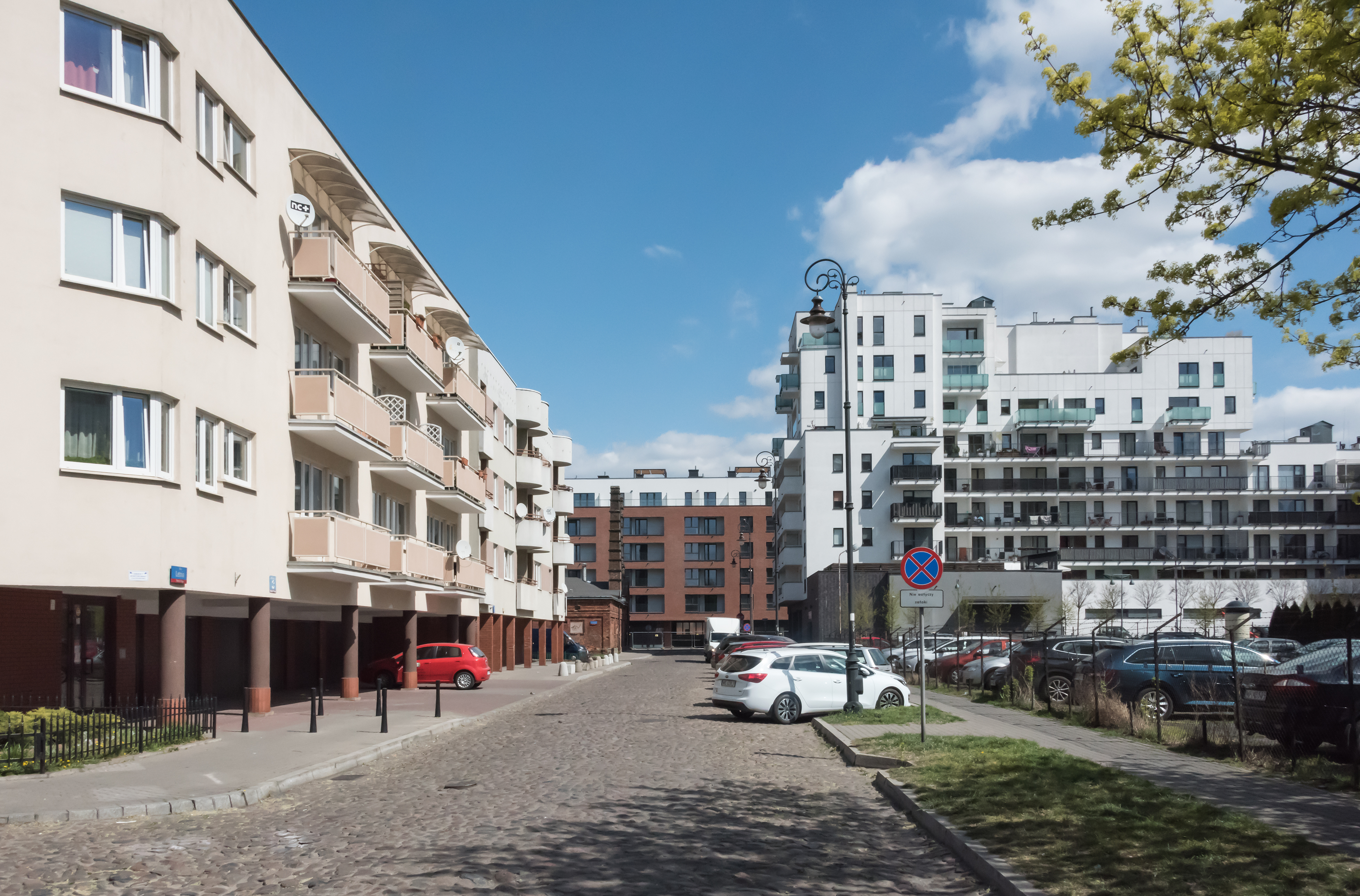
Nowa zabudowa w rejonie ul. Letniej

Nowa Praga – osiedle i obszar MSI w dzielnicy Praga-Północ w Warszawie. 
Jest to część historycznej Pragi leżąca na północ od linii kolei petersburskiej.

## Położenie
Nową Pragę stanowi obszar położony na wschód od ulicy Targowej i Jagiellońskiej oraz na północ od Dworca Wileńskiego i prowadzącej do niego linii Kolei Warszawsko-Petersburskiej.
Obszar MSI ma nieco większy zasięg niż historyczna Nowa Praga – obejmuje on także Ogród zoologiczny oraz park Praski. W rejonie obecnego ZOO i parku znajdowało się dawniej centrum całej Pragi i określenie ich nazwą Nowa Praga jest nieco mylące, tym bardziej że część ZOO leży już na terenie dawnego Golędzinowa.
Według MSI granice Nowej Pragi wyznacza:
- rzeka Wisła od zachodu,
- al. „Solidarności” od południa,
- linia kolejowa Warszawa Gdańska – Olszynka Grochowska – Legionowo od północy i wschodu.

## Nazwa
Większą część Nowej Pragi włączono do Warszawy w 1890, nazywając je tak, by odróżnić je od starszej części, leżącej bardziej na południe – Starej Pragi.

## Historia
W XVII w. w zachodniej części obecnego obszaru MSI znajdowało się centrum miasta Praga – przy ul. Ratuszowej wznosił się zarówno ratusz praski oraz kaplica Matki Bożej Loretańskiej z 1643 wraz z barokowym kościołem i klasztorem bernardynów. Zabudowania te zostały zniszczone podczas Potopu szwedzkiego, rzezi Pragi i ostatecznie w 1811 roku podczas wojen napoleońskich i, z wyjątkiem kaplicy, nie zachowały się do czasów współczesnych. W związku z budową w 1 poł. XIX wieku Fortu Śliwickiego na Golędzinowie ograniczono tu wznoszenie zabudowań murowanych, w związku z czym mogły powstawać tu jedynie budynki o znaczeniu militarnym (zabudowania koszarowe i magazynowe) i drewniane niskie domy mieszkalne.
W roku 1844 Józef Noskowski, który był właścicielem folwarku Targówek podzielił swoje grunty na kilkanaście kolonii. Jedną z nich zakupił Joachim Kurakowski a inną Ksawery Konopacki, którego późniejsza działalność miała duże znacznie dla rozplanowania Nowej Pragi. Od 2 połowy XIX w., po uruchomieniu w 1862 roku Kolei Warszawsko-Petersburskiej z czołowym Dworcem Petersburskim (początkowo przy ulicy Wileńskiej) oraz ukończeniu w 1864 roku mostu Kierbedzia wartość terenów na Pradze znacznie wzrosła – stały się one lepiej skomunikowane zarówno z centrum Warszawy, jak i koleją z innymi miastami.
W trójkącie wyznaczonym obecnymi ulicami 11 Listopada – al. „Solidarności” i nasypem torów kolejowych do Olszynki Grochowskiej, właściciel tych terenów Ksawery Konopacki rozpoczął w 1861 roku parcelację terenu pod budowę domów i kamienic czynszowych. Powstawały tu też liczne zakłady przemysłowe, w tym działająca w latach 1879–1886 olbrzymia Warszawska Fabryka Stali przy ul. Stalowej, jedna z największych w ówczesnym Cesarstwie Rosyjskim. W 1866 roku uruchomiono tramwaj konny. Około 1900 roku w miejscu stalowni powstały wojskowe warsztaty artyleryjskie. W 1901 r. powstała przy ulicy Stalowej stacja Kolejki Mareckiej łączącej Pragę z Radzyminem. Rejon Nowej Pragi i Szmulowizny został włączony do Warszawy w 1908 roku. W 1908 roku uruchomiono na ulicy Stalowej, Czynszowej, Wileńskiej tramwaj elektryczny.
Część już rozparcelowanych przez Konopackiego terenów decyzją rosyjskich władz wojskowych zostało przejętych przez Zarząd Warszawskiego Okręgu Wojskowego. Granicą oddzielającą teren wojskowy od cywilnego stała się linia ulicy 11 Listopada. Jeszcze do II wojny światowej znaczną część terenów Nowej Pragi na północ i zachód od ul. 11 Listopada oraz na wschód od ul. Szwedzkiej zajmowało wojsko. Istniała tu m.in. jedna z czterech strategicznych zbrojowni wojskowych – Zbrojownia nr 2.
W okresie międzywojennym na terenach bliżej Wisły, opuszczonych przez carskie wojsko, utworzono Ogród Zoologiczny i park Praski z teatrem letnim przy ulicy Ratuszowej.
W latach 1944–1956 w rejonie ulic 11 Listopada i Namysłowskiej funkcjonowało Więzienie karno-śledcze nr III (tzw. Toledo) – jeden z najcięższych aresztów śledczych NKWD i Urzędu Bezpieczeństwa, do którego trafiali uczestnicy zbrojnego podziemia niepodległościowego, żołnierze Armii Krajowej, Narodowych Sił Zbrojnych i członkowie konspiracyjnych organizacji młodzieżowych.
Po wojnie na Nowej Pradze powstawały kolejno osiedla:
- Praga I inaczej ZOR (Targowa – Ratuszowa – Jagiellońska – Cyryla i Metodego), projekt Helena i Szymon Syrkusowie, wzniesione w latach 1948–1952,
- Praga II (centrum na pl. Hallera, Szanajcy – Namysłowska – Ratuszowa – Jagiellońska), projekt arch. J. Gieysztor i J. Kumelowski, wzniesione w latach 1953–1959,
- Praga III (przy rondzie Starzyńskiego), projekt arch. J. Czyż, J. Furman, L. Robaczyński, A. Skopiński (realizacja około 1964).

W 1950 roku zlikwidowano linię tramwajową na ulicy Konopackiej i Wileńskiej (w zamian powstała nowa linia na ul. 11 Listopada). W 1974 roku zamknięto kolejkę Marecką z powodu wyeksploatowania i spadku frekwencji wśród użytkowników.

## Zabytki
Znaczna część obszaru Nowej Pragi objęta jest ochroną konserwatora zabytków. Do rejestru zabytków wpisanych jest 11 obiektów, 2 zespoły budowlane, zespół koszarowy przy ul. 11 Listopada, 2 zespoły przemysłowe oraz układ urbanistyczny ul. Małej. W gminnej ewidencji zabytków figuruje ponad 150 obiektów z obszaru Nowej Pragi.
W 2008 stołeczny konserwator zabytków Ewa Nekanda-Trepka zaproponowała, by Nową Pragę objąć ochroną w formie parku kulturowego.

## Ważniejsze obiekty
- Ogród Zoologiczny
- Park Praski Żołnierzy 1 Armii Wojska Polskiego
- Prawosławna katedra metropolitalna Świętej Równej Apostołom Marii Magdaleny
- Kościół Najświętszej Matki Bożej Loretańskiej
- Budynek Dyrekcji Kolei Państwowych w Warszawie
- Instytut Tele- i Radiotechniczny